# Victor D’Hondt

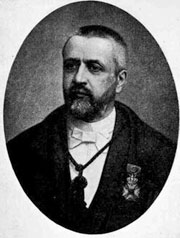
Victor D’Hondt

Victor D’Hondt [tɔnt] (* 20. November 1841 in Gent; † 30. Mai 1901 ebenda) war ein belgischer Jurist. Er war eine der treibenden Kräfte bei der Einführung des Verhältniswahlrechts in Belgien. Zur Umrechnung von Wählerstimmen in Abgeordnetenmandate schlug er ein Sitzzuteilungsverfahren vor, das heutzutage allgemein als D’Hondt-Verfahren bezeichnet wird und vielerorts in der Praxis Anwendung findet.

## Leben
D'Hondt war Gründungsmitglied der 1881 ins Leben gerufenen Association belge pour la représentation proportionnelle. Die Vereinigung trat für die Einführung von Verhältniswahlsystemen ein, um in gewählten Gremien auch Minderheiten die Chance einer Mitwirkung zu eröffnen. Auf einer internationalen Konferenz, die am 7.–9. April 1885 in Antwerpen stattfand und bei der D'Hondt als einer der Mitorganisatoren auftrat, wurden die neuen Ideen wohlwollend aufgenommen.
Ab 1885 wirkte D'Hondt als Professor für Zivil- und Steuerrecht an der Universität Gent.

## Werk
Victor D’Hondt propagierte in seinen ab 1878 erschienenen Schriften ein Sitzzuteilungsverfahren, das als D’Hondt-Verfahren in die europäische Literatur einging. Dasselbe Verfahren war schon 1792 von Thomas Jefferson vorgeschlagen worden; die angelsächsische Literatur bevorzugt deshalb die Bezeichnung 'Jefferson-Methode'.
Das D’Hondt-Verfahren für die Sitzzuteilung wird in vielen Staaten verwendet, die ihr Parlament nach einem Verhältniswahlrecht wählen. In der Bundesrepublik Deutschland wurde es bei Wahlen zum Deutschen Bundestag bis 1983 im Bundeswahlgesetz vorgegeben.
D'Hondt beschreibt sein Verfahren zur Umrechnung von Stimmenzahlen in Abgeordnetenmandate mit folgenden Worten [4, Seite 5]:

„Une exacte représentation exige la division de tous les chiffres électoraux par un diviseur
qui donne des quotients dont la somme soit égale au nombre des sièges vacants.“

Eine genaue Repräsentation verlangt die Division aller Stimmenzahlen durch einen Divisor, sodass die Summe der Quotienten gleich wird zur Zahl der vakanten Sitze.
Die hier auftauchenden 'Quotienten' sind die gesuchten Anzahlen von Abgeordnetenmandaten. Da Abgeordnete Menschen sind und keine beliebig teilbaren Güter, war es für D'Hondt aus der Sache heraus selbstverständlich, dass die 'Quotienten' keine Zahlen mit Bruchteilen sein können, sondern ganze Zahlen sein müssen [2, Seite 13]. D'Hondts 'Quotienten' sind deshalb nicht die – mathematisch – genauen Ergebnisse, die sich bei einer Division ergeben, sondern die Ergebnisse [2, Seite 17]

„en laissant tomber les fractions.“

unter Weglassen der Bruchteile.
Ein Weglassen von Bruchteilen ist gleichbedeutend mit Abrundung. In der D'Hondtschen Beschreibung meinen die 'Quotienten' also genauer die 'abgerundeten Quotienten': Eine genaue Repräsentation verlangt die Division aller Stimmenzahlen durch einen Divisor, sodass die Summe der abgerundeten Quotienten gleich wird zur Zahl der vakanten Sitze. Die Präzisierung macht deutlich, warum das D’Hondt-Verfahren auch als 'Divisorverfahren mit Abrundung' bezeichnet wird.
Zentral beim Ansatz von D'Hondt ist ein Divisor, der zu dem gewünschten Ziel führt, dass die Summe der abgerundeten Quotienten die Zahl der verfügbaren Sitze ausschöpft. Für die Bestimmung eines zielführenden Divisors gibt es mehrere einfache Rechenwege, die im engeren Sinn den Gehalt der Methode ausmachen (siehe D’Hondt-Verfahren).

## Brüche werden nicht gerechnet
D'Hondt sah im Weglassen der Bruchteile vermutlich weniger einen Rundungsschritt, als vielmehr eine Stoppregel: Bei Erreichen des Dezimalpunkts konnte mit dem Dividieren aufgehört werden. Zu seiner Zeit mussten alle Rechnungen händisch ausgeführt werden, sei es mit Kreide an der Wandtafel vor den Augen der Wählerschaft oder sei es mit Tinte auf Formblättern im Wahlbüro. Bruchteile wären einer zügigen Arbeit im Wege gestanden. Das Ignorieren von Bruchteilen war überkommende Praxis, wie viele Quellen belegen:
1792: …fractions must be neglected.
1857: …rejecting the fractional numbers.
1862: Les fractions ne comptent pas.
1864: Brüche werden nicht gerechnet.
Zudem sah D'Hondt im Weglassen der Bruchteile einen Beleg dafür, dass sein Verfahren dem rivalisierenden Quotenverfahren mit Ausgleich nach größten Resten überlegen war [5, Seite 66]. Der Restausgleich beim Quotenverfahren beruht nämlich gerade auf den Bruchteilen, die D'Hondt weglassen konnte.

## Schriften
- Par un electeur (Victor D'Hondt): Question électorale. La représentation proportionnelle des partis. Bruxelles, 1878.  Dépôt d'Objets Numérisés, Université de Liège

- Victor D'Hondt: Système pratique et raisonné de Représentation proportionnelle. Bruxelles, 1882.

- Victor D'Hondt: Formule du minimum dans la représentation proportionnelle. Représentation proportionnelle – Revue mensuelle 2 (1883) 117–130.

- Victor D'Hondt: Exposé d'un système pratique de représentation proportionnelle adopté par le Comité de l’Association Réformiste Belge. Gand, 1885.

- Victor D'Hondt: Étude d’un système pratique – Exposé du procédé adopté par l’Association belge.  Seiten 61–77 in Rapports.